# Hellen Okus
Hellen Okus (ur. 12 grudnia 1981) – nigeryjska zapaśniczka walcząca w stylu wolnym. Triumfatorka igrzysk afrykańskich w 2007. Srebrna medalistka mistrzostw Afryki w 2010. Trzecia na igrzyskach wspólnoty narodów w 2010 roku.